# Гінзбург Олександр Ілліч
Гінзбург Олександр Ілліч (рос. Гинзбург Александр Ильич; 21 листопада 1936, Москва — 19 липня 2002, Париж) — російський радянський журналіст, видавець, громадський діяч, дисидент. Учасник російського правозахисного руху. Політв'язень радянських концтаборів. Член Московської Гельсінської групи.

## Життєпис
Олександр Гінзбург народився 21 листопада 1936 року в Москві. Його батько, архітектор Сергій Чижов, був заарештований 1936 року за сфабрикованою справою і загинув в ув'язненні на початку 1937 року за 2 місяці після народження Олександра. Дід по батьковій лінії, археолог, загинув в Москві 1918 року під час «червоного терору». Бабуся, як православна вірянка, відсиділа на Луб'янці в кінці 1920-х років близько двох років. Мати, Людмила Іллівна Гінзбург — в молодості архітектор, згодом заводський економіст, померла 1981 року на еміграції в Парижі.
1953 року під час отримання паспорту взяв прізвище матері на знак протесту проти кампанії державного антисемітизму.
Навчався в Московській чоловічій школі № 12, захоплювався театром. 1954 року закінчив школу та поїхав працювати актором і режисером в Новосибірському ТЮГі.
1956 року захопився журналістикою і вступив на журфак Московського державного університету. Навчався на заочному відділенні, працюючи в газеті «Московський комсомолець». За його зізнанням, він ніколи не писав статті на радянську пропагандисько-ідеологічну тематику.
У 1959—1960 роках Гінзбург склав і поширив серед своїх друзів і знайомих поетичний альманах самвидаву «Синтаксис». В альманах були включені неопубліковані вірші Сапгіра, Холіна, Чудакова, Глазкова, Аронова, Окуджави, Ахмадуліної, вперше надруковані вірші Бродського та інших поетів. Кожен номер альманаху включав 10 авторів, кожен з яких був представлений п'ятьма віршами. Однак поети надавали журналу значно більше своїх творів. Всього встигли вийти три номери «Синтаксису», а у Гінзбурга накопичилася значна кількість неопублікованої поезії.
У липні 1960 року в будинку Гінзбурга співробітники КДБ СРСР провели обшук «за підозрою в наявності антирадянської літератури», коли четвертий номер журналу «Синтаксис» уже був підготовлений. Матеріали альманаху були вилучені. Майже виключно поетичні тексти, за зізнанням Гінзбурга, за обсягом зайняли у кадебістів «пів вантажівки». 14 липня 1960 р. був заарештований за звинуваченням в антирадянської діяльності.
Після безуспішних спроб КДБ знайти докази і сформулювати політичне звинувачення слідчі випадково дізналися, що Гінзбург одного разу здав за товариша, майбутнього актора Олександра Юдіна, іспит з твору на атестат зрілості у вечірній школі. Гінзбург був засуджений «за підробку документів» до двох років ув'язнення (максимальний термін за цією статтею). Відбував покарання у «змішаній зоні» на півночі Кіровської області РРФСР у Вятлазі, працював на лісопилці.
Після звільнення 14 липня 1962 р. повернувся до Москви, працював робітником музею, електриком, токарем і аварійним працівником московської каналізації. Основної зарплатні йому на життя не вистачало, і тому він за допомогою друзів часто підробляв «літературним рабом».
1966 року Олександр Гінзбург вступив на вечірнє відділення Московського історико-архівного інституту.

### Справа Гінзбурга і Галанскова
1966 року Гінзбург склав збірник під назвою «Біла книга» по справі Синявського і Даніеля. Гінзбург особисто приніс п'ятий екземпляр друкарської закладки рукопису до приймальні КДБ СРСР з пропозицією обміняти публікацію книги на дострокове звільнення Синявського і Даніеля. Потім «Біла книга» була розіслана у багато офіційних інстанцій СРСР, депутатам Верховної ради СРСР, і в решті решт опублікована за кордоном.
23 січня 1967 року був засуджений за звинуваченням у виготовленні та поширенні антирадянської літератури за статтею 70 КК РРФСР «Антирадянська агітація і пропаганда» на 5 років таборів у «процесі чотирьох» разом з Юрієм Галансковим, Олексієм Добровольським та Вірою Лашковою. Після вироку, у 1968 році розпочалася перша петиційна кампанія. Листа на підтримку засуджених підписали зокрема 139 українців. Ті, хто взяв участь у кампанії, були звільнені з роботи, виключені з партії, з вишів.
Покарання відбував у мордовському політичному таборі ЖХ 385/17 у селищі Озерний. 21 серпня 1969 р. одружився у таборі, дружина - Орина Сергіївна Жовківська-Гінзбург. 17 серпня 1970 р. був переведений з табору до  Владимирської в'язниці за передачу на Захід інформації про умови утримання політв'язнів в СРСР.  Після звільнення у січні 1972 р. оселився у місті Таруса Калузької області РРФСР, бо за радянськими законами міг жити не менше ніж за 100 кілометрів від Москви. Перебував під гласним наглядом міліції. У 1973 р. народився син Олександр.
У лютому 1974 року, після арешту і висилки Олександра Солженіцина, допомагав Наталії Солженіциній виносити з будинку та переховувати рукописи і матеріали письменника. Причому у Гінзбурга осідали ті рукописи, які було вирішено зберігати в Росії, а не вивозити на захід. Солженіцин включив Гінзбурга до числа своїх таємних помічників.
З квітня 1974 року був розпорядником «Російського громадського фонду допомоги переслідуваним та їхнім родинам», створеного Солженіциним у Швейцарії. Значна частина допомоги з цього фонду надходила до України через Віру Лісову, Олену Антонів, Євгена Захарова. Олександр Ілліч став одним із засновників Московської Гельсінкської групи 12 травня 1976 року. 
9 листопада 1976 року на прес-конференції у квартирі Гінзбурга Микола Руденко оголосив про створення Української Гельсінської групи. Неодноразово піддавався обшукам, допитам, затриманням з боку КДБ.
2 лютого 1977 р. у «Литературной газете» («Літературній газетІ») з'явилася стаття «Лжецы и фарисеи» («Брехуни та фарисеї»), підписана іменем нещодавно звільненого політв'язня, літератора Олександра Петрова-Агатова. Гінзбург звинувачувався у ній у праці на зарубіжні підривні центри. Також автор стверджував, що Гінзбург має особисту корисливість в справах Фонду. Після цього Гінзбург скликав прес-конференцію, підчас якої надав звіт про діяльність Фонду за три роки. 

### Еміграція
3 лютого 1977 року за згодою Політбюро ЦК КПРС, в рамках кампанії з припинення Гельсінського руху в країні, Гінзбурга заарештували разом з іншими активістами гельсінських груп (Юієм Орловим, Миколою Руденко, Томасом Венцлова). 13 липня 1978 року Калузьким обласним судом Гінзбурга було засуджено за антирадянську пропаганду (ст. 70 ч. 2 Кримінального кодексу РРФСР) до восьми років позбавлення волі в колонії особливого режиму та трьох років заслання. Визнаний особливо небезпечним рецидивістом. Покарання відбував у таборі ЖХ385/1-6 (Дубровлаг, Мордовія), працював у шкідливих умовах на скляно-шліфувальному виробництві. Міжнародна правозахисна організація Amnesty International визнала його в'язнем сумління. Звільнений 27 квітня 1979 року та в результаті переговорів на вищому рівні між СРСР і США разом з іще чотирма іншими політв'язнями — Едуардом Кузнєцовим, Марком Димшицем, Георгієм Вінсом та Валентином Морозом — без його відома і згоди був обміняний на двох громадян СРСР — співробітників КДБ Черняєва та Енгера, засуджених в США за шпигунство на користь СРСР на термін по 50 років ув'язнення кожен.
По дорозі в Нью-Йорк в рейсовому літаку «Аерофлоту» в спеціально відведеному салоні п'ятьох політв'язнів охороняли 13 співробітників КДБ.
Опинившись за кордоном, Гінзбург спочатку жив у США. 1 лютого 1980 р. рідні Гінзбурга виїхали з СРСР в Париж, де сім'я возз'єдналася та отримала право на проживання у Франції. Жив у Парижі з дружиною і двома дітьми. Керував Російським культурним центром в Монжероні, потім, з 1985 р. і до жовтня 1997 року працював разом з дружиною як оглядач і заступник головного редактора у газеті «Російська думка» (рос. «Русская мысль»). У «Російській думці» Гінзбург робив щотижневі огляди під назвою «Хроніка поточних подій».
Помер на 66-му році життя 19 липня 2002 року в Парижі. Похований на цвинтарі Пер-Лашез.